# Jeroni Magarola

## Biografia
Jeroni Magarola, també conegut com a Jeroni de Merola o Jeroni Merola, va néixer l'any 1527 a Balaguer. Ciutadà honrat i metge. Va estudiar filosofia a València on obtingué el grau de batxiller el 13 d'octubre de 1554. De València va anar a estudiar medicina a la universitat de Perpinyà d'on passà a Barcelona on s'instal·là i es graduà batxiller en arts el 15 de març de 1557, i es doctorà en medicina.
Ocupà la càtedra major de Galè, la d'Hipòcrates, la de pràctica i la del curs triennal. Més tard va ser nomenat rector de la Universitat de l'Estudi General, càrrec que va exercir entre l'1 d'agost de 1580 al 31 de juliol de 1582.
La seva obra "República original sacada del cuerpo humano" fou precursora de l'antropologia mèdico-legal catalana.
Va ocupar el càrrec d'obrer a Barcelona l'any 1571, responsable de l'urbanisme i obres públiques de la ciutat. Fou Conseller segon els anys 1579 i 1580. El dia 9 de setembre de 1588 va ser nomenat tauler de Barcelona. Intervingué activament en la vigilància del contagi per la pesta, viatjant fora de Barcelona per comprovar l'abast de 'epidèmia (Mollet, 1589). Va morir, segurament a Barcelona, a finals del segle XVI o principis del segle xvii.

## Publicacions
- Merola, Jeroni. "Republica original sacada del cuerpo humano, compuesta por Hieronymo Merola... ". Barcelona: impresso en casa de Pedro Malo: vendense en casa Trincher y Nogues libreros, 1611 (1587) Disponible a: Catàleg Col·lectiu de les Universitats de Catalunya